# Лев Ландау (монета)
«Лев Ландау» — ювілейна монета номіналом 2 гривні, випущена Національним банком України. Присвячена видатному фізику-теоретику, лауреатові Нобелівської премії (1962) Льву Давидовичу Ландау (1908—1968), який зробив значний вклад майже в усі розділи теоретичної фізики. Автор класичної праці про діамагнетизм вільних електронів, теорії надплинності рідкого гелію та багатьох інших. У Харкові Лев Давидович керував теоретичним відділом Українського фізико-технічного інституту, одночасно завідував кафедрами теоретичної фізики в Харківському інженерно-механічному інституті та Харківському університеті, створивши передову школу радянської теоретичної фізики.
Монету введено в обіг 18 січня 2008 року. Вона належить до серії «Видатні особистості України».

## Опис та характеристики монети
| Номінал грн. | Метал      | Маса, грам | Діаметр, мм. | Якість виготовлення       | Гурт     | Тираж, штук |
| ------------ | ---------- | ---------- | ------------ | ------------------------- | -------- | ----------- |
| 2            | нейзильбер | 12,8       | 31           | спеціальний анциркулейтед | рифлений | 35 000      |

### Аверс
На аверсі монети угорі півколом розміщено напис «НАЦІОНАЛЬНИЙ БАНК УКРАЇНИ», між яким — малий Державний Герб України, стилізована композиція — функція розподілу електронів та іонів у неізометричній плазмі на тлі сонця, унизу написи: «2 ГРИВНІ/ 2008» та логотип Монетного двору Національного банку України.

### Реверс
На реверсі монети зображено портрет Льва Ландау та вертикально розміщено написи: «ЛЕВ ЛАНДАУ» (ліворуч), «1908—1968» (праворуч).

## Автори

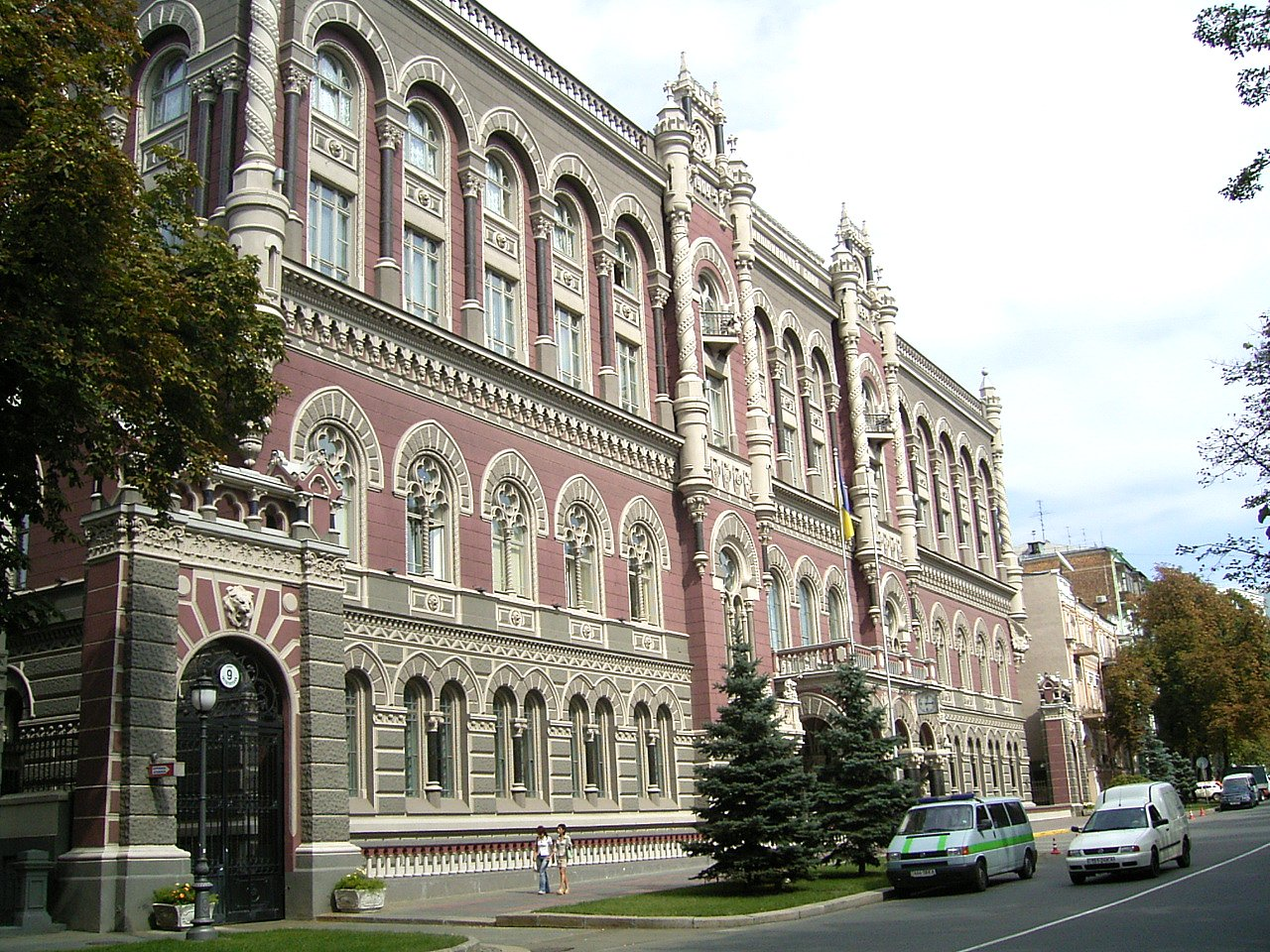
Будівля Національного банку України

- Художники: Таран Володимир, Харук Олександр, Харук Сергій.
- Скульптор — Дем'яненко Володимир.

## Вартість монети
Ціна монети — 15 гривень, була зазначена на сайті Національного банку України 2011 року.
Фактична приблизна вартість монети з роками змінювалася так:
| Рік        | 2010 | 2011 | 2012 | 2013 | 2014 | 2015 | 2016 | 2017 | 2018 | 2019 | 2020 | 2021 | 2022 | 2023 | 2024 | 2025 |
| ---------- | ---- | ---- | ---- | ---- | ---- | ---- | ---- | ---- | ---- | ---- | ---- | ---- | ---- | ---- | ---- | ---- |
| Ціна, грн. | 17   | 20   | 20   | 20   | 25   | 30   | 35   | 45   | 55   | 60   | 60   | 60   | 65   | 115  | 140  | 145  |